# تیلگهمان آیلند (مریلند)
تیلگهمان آیلند (به انگلیسی: Tilghman Island) شهری در ایالت مریلند کشور ایالات متحده آمریکا است که جمعیت آن در سرشماری سال ۲۰۱۰ میلادی، ۷۸۴ نفر بوده‌است.